# Primorska narečna skupina
Primorska narečna skupina je poimenovana po svoji geografski legi. Vsebuje različna narečja, in sicer: rezijansko, obsoško, tersko, nadiško, briško, kraško, istrsko, čiško in notranjsko. Primorska narečna skupina meji na jugu s Hrvaško, na severu z italijansko državno mejo, na zahudu z Rezijo, na vzhodu pa z dolenjsko in rovtarsko narečno skupino.

## O narečni skupini
Primorska narečna skupina obsega zelo heterogena narečja, ki jih združuje skupen zgodovinski razvoj do 3. etape, ko je prišlo do diftongizacije jata (ě) in etimološkega o: ě>i̯e, o>u̯o. Razvojno spada v severozahodno narečje z dolgo ohranjenima nosnikoma.
Posebnost te narečne skupine je notranjščina, ki se je razvijala skupaj z dolenjščino, zato sta tukaj razvita ei̯ in ou̯. 
Na zahodu, v Beneški Sloveniji, in v obsoškem narečju je ohranjeno tonemsko naglaševanje. Vsa ostala primorska narečja pa poznajo samo jakostno naglaševanje, saj se je tonemskost verjetno izgubila zaradi vpliva romanskih jezikov.

## Besedišče
| Primorsko       | Knjižno                                                                                         |
| --------------- | ----------------------------------------------------------------------------------------------- |
| bakalá          | posušena riba trska; polenovka                                                                  |
| barúfa          | prepir, zdraha                                                                                  |
| botéga          | manjša trgovina                                                                                 |
| brájda          | vinograd (v Goriških brdih)                                                                     |
| bránda          | zložljiva železna postelja                                                                      |
| bríškola        | italijanska igra s kartami                                                                      |
| búbec           | doraščajoča oseba moškega spola; fant                                                           |
| cukéta          | mlada, nedorasla jedilna buča; bučka                                                            |
| čòk             | štor                                                                                            |
| čúpa            | preprost ribiški čoln iz enega debla                                                            |
| damižána        | velika opletena trebušasta steklenica; pletenka                                                 |
| drobílj         | drobir                                                                                          |
| fakín           | nosač, težak                                                                                    |
| golžún          | golša (pri perutnini)                                                                           |
| jálov           | nezabeljen                                                                                      |
| júsar           | upravičenec do uživanja vaškega sveta ali odmerjenega dela tega                                 |
| koló síra       | hlebec sira                                                                                     |
| koriándol       | konfet                                                                                          |
| korjêra         | avtobus                                                                                         |
| koromáč         | komarček                                                                                        |
| kozíti se       | glasno jeziti se, razburjati se                                                                 |
| križáda         | križpot, križpotje                                                                              |
| kúhnja          | (kuhana) hrana za prašiče                                                                       |
| kvartín         | četrt litra, četrtinka                                                                          |
| mándrija        | kmetija z gospodarskimi poslopji, obdana z zidom                                                |
| močílo          | mlaka, luža                                                                                     |
| mólo            | pomol                                                                                           |
| morják          | veter, ki piha z morja na kopno                                                                 |
| múš             | osel                                                                                            |
| njúriti         | godrnjati, renčati                                                                              |
| nóna in nóno    | babica in ded                                                                                   |
| novíc in novíca | ženin in nevesta                                                                                |
| núna / núnca    | starejša znana ženska; teta; botra                                                              |
| núnc            | starejši znan moški; stric; boter; duhovnik                                                     |
| obéla           | zabela                                                                                          |
| obelíti         | zabeliti                                                                                        |
| odmánjkati      | izostati, manjkati                                                                              |
| ozébek          | ozeblina                                                                                        |
| panín           | sendvič                                                                                         |
| pášta           | jed iz testenin; testenine                                                                      |
| paštašúta       | jed iz testenin in preliva; kuhane testenine                                                    |
| pášten          | terasa, terasast svet, zasajen s trto                                                           |
| patakón         | velik bakren kovanec                                                                            |
| pêjca           | jama, votlina                                                                                   |
| penčáti         | olupljenim, posušenim slivam odstranjevati koščice in jih sploščati                             |
| píščule         | kratke ozke ribiške hlače                                                                       |
| plenír          | jerbas                                                                                          |
| pobrcávati      | grdo, neprimerno ravnati s kom                                                                  |
| podlóžek        | otrok, nezrel človek                                                                            |
| pópa            | zadnji del ladje, čolna; krma                                                                   |
| poríti          | poruvati                                                                                        |
| pórt            | pristanišče                                                                                     |
| praščár         | klavec prašičev; kdor oskrbuje, prodaja prašiče                                                 |
| púpa            | dekle                                                                                           |
| rêj             | ruj                                                                                             |
| káčja róža      | (divja) potonika                                                                                |
| sípek           | sipek pesek, mivka                                                                              |
| síršče          | koruzna slama                                                                                   |
| skržák          | škržat                                                                                          |
| smúliti se      | dobrikati se, smukati se                                                                        |
| sráčja nôga     | morska taca                                                                                     |
| šártka          | vsaka od vrvi, ki varujejo jambor, da se ne prevrne, zlomi; pripona                             |
| ščína           | trščica                                                                                         |
| ščínka          | frnikola                                                                                        |
| ščúrek          | temno rjava žuželka, ki živi na travnikih; muren                                                |
| škartôc         | (papirnata) vrečka                                                                              |
| škólj           | večja skala, ki gleda iz morja ali iz zemlje; majhen skalnat otok v morju                       |
| škómber         | skuša                                                                                           |
| štáncar         | kamnoseki, klesarji                                                                             |
| štríga          | čarovnica                                                                                       |
| tantáva         | skušnjava                                                                                       |
| tečájnik        | tečaj, nasadilo                                                                                 |
| tenkljáti       | pritrkavati, potrkavati                                                                         |
| têr             | zvonik                                                                                          |
| teránovka       | trta z velikimi temno modrimi grozdi, ki se goji na Primorskem, v Istri; refošk                 |
| tonêra          | ob obali stoječa, navadno poševni lestvi podobna naprava za opazovanje prihoda tunov; tunolovka |
| tórklja         | priprava za stiskanje olja iz oliv; prostor s tako pripravo                                     |
| túblja          | tuberoza                                                                                        |
| tunára / tunêra | čoln za lovljenje tunov; tonera                                                                 |
| ukupíti         | kupiti                                                                                          |
| ustrúpati       | skrhati                                                                                         |
| vábljenica      | poševni odtočni jarek na gozdnih cestah; dražnik                                                |
| váhti           | praznik vseh svetnikov 1. novembra; vsi sveti                                                   |
| vénge           | veriga za kotel nad ognjiščem                                                                   |
| vrzéla          | odprtina za prehod v živi meji, ograji                                                          |
| zaníčev         | zanič, brez moči                                                                                |
| zaskózibóg      | zaboga, za božjo voljo                                                                          |
| zástava         | pas oblakov, megle nad gorami ob nastopu burje                                                  |
| zóbrna          | dlesen                                                                                          |